# Francis Drouin
Pour les articles homonymes, voir Drouin.
Francis Drouin, né le 7 octobre 1983 à Hawkesbury, est un conseiller et homme politique canadien.
Il est député libéral à la Chambre des communes du Canada de la circonscription de Glengarry-Prescott-Russell depuis l'élection fédérale du 19 octobre 2015.
En mai 2024, il suscite la controverse en raison de son langage ordurier en commission parlementaire.

## Biographie
Né le 7 octobre 1983 à Hawkesbury en Ontario au Canada, Francis Drouin détient un diplôme en administration des affaires du Collège La Cité et d'un baccalauréat en commerce de l'Université d'Ottawa.

### Carrière politique
Membre du Parti libéral du Canada, il est élu sous cette bannière, député à la Chambre des communes de la circonscription de Glengarry—Prescott—Russell lors des élections fédérales du 19 octobre 2015. Il est réélu en 2019 et en 2021.
Il est actuellement membre de la commission des langues officielles et de la commission de l'agriculture et de l'agroalimentaire
Il était auparavant membre du Comité sur la pandémie de grippe aviaire de 19 ans et du Comité des opérations gouvernementales et des prévisions budgétaires.
Le 3 décembre 2021, il est nommé secrétaire parlementaire du ministre de l'Agriculture et de l'Agroalimentaire
Le 8 juillet 2022, Drouin est élu pour deux ans à la présidence de l'Assemblée parlementaire de la francophonie. Il devient le plus jeune à occuper ce poste.

## Controverse
Député peu connu jusqu'en mai 2024, Francis Drouin voit sa notoriété propulsée pour les mauvaises raisons lorsqu'il qualifie deux chercheurs d'être « plein de marde » en commission parlementaire. Il en profite également pour qualifier les données de Statistique Canada de « propagande péquiste ». Tous les partis de l'opposition demandent sa démission de son poste de président de l'Assemblée parlementaire de la francophonie (APF) ainsi que son retrait du comité permanent des langues officielles.

## Résultats électoraux
|       | Candidat                  | Parti             | # de voix | % des voix |
|       | (sortant) Pierre Lemieux  | Conservateur      | +23 284,  | 36,33 %    |
|       | Francis Drouin            | Libéral           | +34 205,  | 53,38 %    |
|       | Normand Laurin            | NPD               | +05 039,  | 7,86 %     |
|       | Geneviève Malouin-Diraddo | Vert              | +01 143,  | 1,78 %     |
|       | Jean-Serge Brisson        | Parti libertarien | +00412,   | 0,64 %     |
| Total | Total                     | Total             | 64 083    | 100 %      |